# Think of me/no more tears
「think of me / no more tears」（スィンク・オブ・ミー / ノー・モア・ティアーズ）は、日本の元女性歌手、安室奈美恵の単独名義では19枚目のシングル。小室哲哉、ダラス・オースティンの共同プロデュースによる楽曲である。安室はこの楽曲を最後に小室哲哉のプロデュースから離れた。

## 概要
ダラス・オースティンと小室哲哉のプロデュース作品であるアルバム『break the rules』からの両A面リカットシングル。シングルCDの初回限定盤はピクチャーレーベル仕様。
安室が初めて挑戦した王道のソウル・バラード「think of me」の新たなアレンジによるバージョンと、『break the rules』の中でも存在感を放っていた「no more tears」の2曲を両A面とし､さらにミドル・テンポのクールなR&Bで未発表曲の「I TO YOU」、「no more tears」のジュニア・ヴァスケスによるリミックス・バージョンを加えた全4トラックが収録されている。
「think of me」は安室本人が出演した明治フラン、「no more tears」はコーセー ″ルミナス″ のCMソングとして使用された。「no more tears」はアナログ盤も発売されている。
「I TO YOU」はアルバム未収録となっている。

## 収録曲

### CD
1. think of me [4:46]
作詞・作曲・編曲：Dallas Austin
日本語詞：工藤順子
2. no more tears [5:48]
作詞・作曲・編曲：小室哲哉
3. I TO YOU [4:43]
作詞：Jasper Cameron and Jason Chenevert
作曲・編曲：Ricciano Lumpkins
日本語詞：工藤順子
4. no more tears (club dub) [6:56]
Remixed by Junior Vasquez
Additional Production by Gomi

### アナログ盤（no more tears）
1. no more tears (Junior Vasquez remix)
2. no more tears
3. no more tears (instrumental)

## タイアップ
think of me
- 明治製菓「フラン」CMソング

no more tears
- コーセー「ルミナス」CMソング

## 収録アルバム
think of me
- オリジナル『break the rules』
- ベスト『LOVE ENHANCED ♥ single collection』(new vocal)
  - 楽曲をリアレンジ、再録して収録。
- ベスト『Ballada』
  - 「LOVE ENHANCED ♥ single collection」の音源 (new vocal) で収録。

no more tears
- オリジナル『break the rules』
  - REMIXヴァージョンと両方収録。
- ベスト『LOVE ENHANCED ♥ single collection』(new mix)
  - アレンジを変更して収録。

I TO YOU
- アルバム未収録。